# Elena Rivero Vidovich
Elena Rivero Vidovich (Montevideo, 9. ožujka 1965.) je urugvajska slikarica i restauratorica hrvatskog podrijetla.

## Životopis
Kćer je urugvajske pjesnice Sonje Vidovich Imhof. Elena pripada četvrtom naraštaju hrvatskih iseljenika. Studirala je slikarstvo od 1985. u školi Escuela del Maestro Joaquin Torres Garcia de Arte Constructivo, školi na uglednom glasu. Na studiju se okušala u impresionizmu i apstraktnom slikarstvu.
Restauriranje fresaka je izučila u peruanskom Cuzcu 1989. i u Isoli de San Servolo (kod Venecije) 1991., i to uz stipendije iz SAD-a i na poziv talijanskog veleposlanstva, štujući niz. Nakon brojnih svojih samostalnih i skupnih izložaba slika i umjetničkih fotografija u rodnom Urugvaju, i jednoj u Puerto Ricu, u kolovozu 2007. Elena je svoju izložbu napravila i u domovini svojih predaka, Hrvatskoj, i to u Splitu, Dubrovniku i Zadru.
S majkom je dvaput organizirala tzv. "dvostruko kulturno predstavljanje slikarstva i poezije", u smislu što je Elena majci ručno oslikala korice njenih knjiga pjesama, "100 tapas y un poema" i knjiga "Chocolate". Urugvajsko Ministarstvo kulture i obrazovanja Urugvaja se dopisom obratilo, potvrdivši da je ovo za Urugvaj bio prvorazredni kulturni događaj. Razlog tomu je bio taj što je izložba Elene Rivero Vidovich bila prvo u povijesti izlaganje umjetničkih djela nekog umjetnika iz Urugvaja u Hrvatskoj. Djela joj se nalaze u raznoraznim zbirkama u Urugvaju, Čileu, SAD-u, Argentini, Francuskoj, Italiji, Njemačkoj, Puerto Ricu i Peruu.

## Nagrade
Majčine pjesničke knjige, čije je korice Elena oslikala, urugvajsko je Ministarstvo obrazovanja i kulture proglasilo djelima od nacionalne i kulturne važnosti. Za umjetničku fotografiju i slikarstvo je dobila je brojne državne nagrade, ali i nagrade od strane inozemnih veleposlanstava i instituta u Urugvaju.

## Vanjske poveznice
- Galería de Arte - Portón de San Pedro[neaktivna poveznica] Životopis
- Hrvatska matica iseljenika[neaktivna poveznica] Prvi puta jedan urugvajski umjetnik izlaže u Hrvatskoj